# 石川達紘
石川 達紘（いしかわ たつひろ、1939年〈昭和14年〉4月4日 - ）は、日本の元検察官、元弁護士（2023年5月15日付で法曹資格を喪失）。

## 来歴・人物
山口県出身。1958年下松工業高校工業化学科卒業。1962年中央大学法学部を卒業後、同年に23歳で司法試験合格。司法修習生17期を経て、1965年に検事任官。任官同期に原田明夫（検事総長）ら。
1982年東京地検特捜部副部長に就任。岡田茂の三越事件、リッカー事件、平和相互銀行事件、新薬スパイ事件、撚糸工連事件などに関わる。
1986年10月、河井信太郎以来、私立大学出身者としては2人目の法務省刑事局刑事課長に就任。
その後、法務省大臣官房会計課長を経て、1989年に東京地検特捜部長に就任し、金丸信の巨額脱税事件、ゼネコン汚職事件などを指揮した。
以後、1991年佐賀地検検事正、1992年最高検検事、1993年東京地検次席検事、最高検検事、1995年静岡地検検事正、1994年最高検公判部長を歴任。
最高検に戻った1994年、土肥孝治検事総長の指示で、住専事件の貸し手借り手の刑事責任を問う「国策捜査」のなかにあったが、これは行政のミスの尻拭いにすぎず、「特捜」らしくない事件であった。1996年5月10日、上田広一特捜部長に断った上で、笠間治雄特捜副部長（財政経済担当）に泉井事件の捜査に正式にとりかかるよう指示した。当時検察の中でも石川は、最も国税庁や現場の査察部と親密な関係にあったとされ、東京国税局査察部長 鳥羽衛 - 笠間治雄のラインで事件が動き出していくこととなった。但し、事件としては三菱三井の財閥系企業から通産省・大蔵省ラインでの汚職、早稲田運動部人脈を通じた主要政界汚職でのラインともに不発に終わった。これは1997年の熊﨑勝彦特捜部長の下で、大蔵省接待汚職事件での金融検査官と中堅キャリア官僚逮捕の伏線ともなり、検察と大蔵・国税との緊密関係にも隙間風が吹いた。
1997年2月、東京地検検事正時代には、中井憲治特捜部長に防衛庁調達実施本部背任事件に取り掛かることを指示した。のちに額賀福志郎防衛庁長官の辞任にまで及んだ。この頃から、大蔵汚職事件から続く一連の捜査の流れで「法務官僚派」と「捜査現場派」との対立構図が鮮明化したとされ、本命の司法修習同期原田明夫に対して対抗の石川を検事総長にする両派の対立構図としても描かれた。
石川自身は高検検事長への昇進を辞退して退官するつもりだったが、則定衛・東京高検検事長（次の検事総長と目されていた）の女性スキャンダルがあり、検察庁の人事上、退官できず、1999年9月に福岡高検検事長、2000年11月に名古屋高検検事長を歴任。
次長検事への昇進の内示を辞退して、2001年11月に退官し、同年12月に弁護士登録（第一東京弁護士会）。2002年4月亜細亜大学法学部教授（～2010年3月退職）。同年6月日本興亜損害保険株式会社取締役。同年同月パイオニア株式会社取締役。同年8月特種製紙株式会社役員待遇特別顧問。2003年6月特種製紙株式会社取締役。同年同月株式会社北海道銀行監査役。同年同月株式会社アイビー化粧品監査役。同年同月東鉄工業株式会社監査役。2004年6月林兼産業株式会社取締役。同年同月セイコーエプソン株式会社監査役。
『週刊現代』によると、堤義明の顧問弁護士を務めていた。同じく週刊現代によると、東横インの会長に就任し、水谷功（元・水谷建設会長）の弁護人、武富士の創業者一族の弁護人を務めた。
2009年4月から横浜薬科大学非常勤講師（「社会と法律」の講義を担当）。2009年春、瑞宝重光章受章。
2018年2月18日に男性一人を車ではねて死亡させる事故を起こした。2021年2月15日、自動車運転処罰法違反（過失致死）などの罪で東京地裁から禁錮3年執行猶予5年の判決を言い渡された。しかし、石川は即日控訴した。石川は、「天地神明に誓って（アクセルは）踏んでいない」、「私も被害者だ」と発言し、弁護側は車の不具合による無罪を主張したが、暴走原因はアクセルペダルの踏み間違いと認定された。なお、遺族との間で示談が成立した。
2022年10月26日、控訴審初公判が東京高裁で開かれ、即日結審した。12月14日、東京高裁は、禁錮3年、執行猶予5年の有罪とした1審・東京地裁判決を支持し、無罪を主張する石川の控訴を棄却した。石川は1審に続き控訴審でも「アクセルペダルを踏んでいない。暴走は車の不具合が原因だ」と主張した。しかし、判決はアクセルペダルの裏面にペダルが踏み込まれたまま衝突事故が起きた際に生じる傷痕が残っていたことに着目し、「車の不具合のみで事故が起きたなら傷痕が生じた理由の説明が困難」として、被告がアクセルを踏み込んだと認定した。また、アクセルやブレーキがどう操作されたかを記録するレコーダーのデータが、事故発生前後にアクセルが強く踏まれたことを示していることも踏まえ、車の不具合はなかったと結論付けた。
2023年5月15日付で最高裁第3小法廷は石川の上告を棄却し、禁錮3年、執行猶予5年の有罪判決が確定、これにより石川は弁護士法の規定に基づき弁護士資格を失った。同年8月8日付で瑞宝重光章返上。
同じく2023年、石川は、暴走は車の欠陥が原因だったとして、製造元のトヨタ自動車と販売会社に5千万円の損害賠償を求める民事訴訟を東京地裁に提起した。石川は7月28日付の訴状で、アクセルを踏んでいないにもかかわらず、車がいきなり発進したと主張。事故で自身もけがをし、100キロを超える暴走で恐怖を覚えたと訴えている。弁護士資格を失ったことも損害賠償請求の理由に挙げた。2025年2月20日、東京地裁は「車両に欠陥があったとは認められない」として石川の請求を棄却した。